# Scherbentanz
Scherbentanz ist ein deutscher Spielfilm aus dem Jahr 2002 mit Jürgen Vogel und Margit Carstensen in den Hauptrollen. Der Film basiert auf dem gleichnamigen Roman von Regisseur Chris Kraus und feierte am 3. Juli 2002 beim Filmfest München Premiere. In die deutschen Kinos kam Scherbentanz am 31. Oktober 2002.

## Handlung
Der erfolglose Modedesigner Jesko kehrt nach Jahren ohne Kontakt zu seiner Familie in die schwäbische Provinz zurück. Er ist an Leukämie erkrankt und benötigt dringend eine Knochenmarkspende, für die nur seine Mutter in Frage kommt. Diese lebt allerdings in einer psychiatrischen Anstalt. Jesko muss sich mit dem verhassten Vater und mit seinem Bruder auseinandersetzen.

## Kritik
„Exzessives Seelendrama, dem es an erzählerischer Dichte mangelt und das nicht mehr als einen Reigen thematischer Versatzstücke zu bieten hat.“

„Kraus und sein großartiges Ensemble lassen diesen Film, in dem es stets ans Eingemachte geht, vor Leben und Leidenschaft pulsieren. Ein schonungsloser und doch hoffnungsvoller Trümmerfilm über Familienbande, traurig und humorvoll, brutal und liebevoll.“

## Auszeichnungen
- 2002: Förderpreis Deutscher Film in der Kategorie Drehbuch: Chris Kraus[3]
- 2002: Bayerischer Filmpreis als Beste Nebendarstellerin: Margit Carstensen und Nachwuchspreis für Regie: Chris Kraus
- 2002: Nominierung zum First Steps Award für "Bester Abendfüllender Spielfilm": Chris Kraus
- 2003: Deutscher Kamerapreis in der Kategorie Spielfilm: Judith Kaufmann
- 2003: Nominierung Film+ Schnittpreis: Renate Merck[4]
- 2003: Nominierung Deutscher Filmpreis als Bester Hauptdarsteller: Jürgen Vogel
- 2003: New Faces Award als Bester Regisseur: Chris Kraus